# Niamh Kavanagh
Niamh Kavanagh (förnamnet uttalas [niːv]) född 13 februari 1968 i Finglas, Dublin, är en irländsk sångerska.
Hon framförde Irlands vinnande bidrag "In Your Eyes" och vann i Eurovision Song Contest 1993, som också blev den bäst säljande singeln i Irland 1993. Dessförinnan hade hon medverkat på soundtracket till filmen The Commitments av Alan Parker från 1991. År 2010 ställde hon åter upp i den Irländska uttagningen med låten "It's for You" (med musik och text av Lina Eriksson, Mårten Eriksson, Jonas Gladnikoff och Niall Mooney). Hon vann och fick därmed åter representera Irland, men nu i Oslo. Hon slutade på en 23:e plats med bara Vitryssland och Storbritannien bakom.
2018 medverkade hon i musikvideon till Irlands Bidrag till Junior Eurovision 2018.